# Gilda Gray

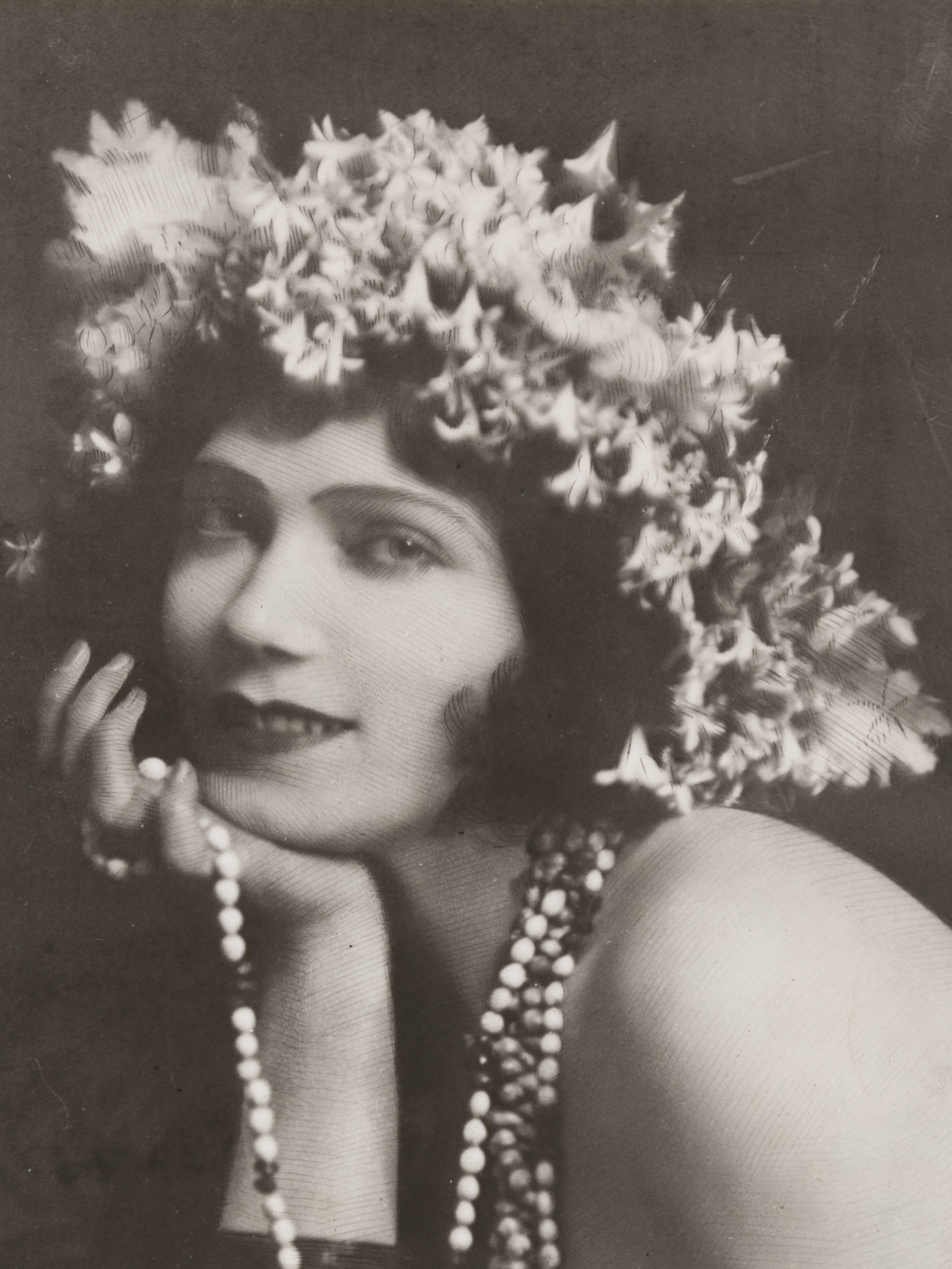
Gilda Gray (1926)

Gilda Gray (gebürtig Marianna Michalska; * 24. Oktober 1901 in Krakau, Österreich-Ungarn; † 22. Dezember 1959 in Los Angeles, Kalifornien) war eine US-amerikanische Filmschauspielerin und Tänzerin.

## Leben

### Kindheit und Jugend
Marianna Michalska – nach anderen Quellen hieß sie ursprünglich Marianna Winchalaska – wurde in Polen geboren. Selbst über ihren Geburtsort gibt es unterschiedliche Angaben; einige nennen auch die polnische Hauptstadt Warschau. Sie kam im Alter von acht Jahren mit ihren Eltern in die Vereinigten Staaten, wo sie sich in Milwaukee im Bundesstaat Wisconsin niederließen. Da die Familie in armen Verhältnissen lebte, arrangierten ihre Eltern die Hochzeit ihrer Tochter mit John Gorecki, dem Sohn eines Saloonbesitzers, als Marianna ungefähr 14 Jahre alt war. In jungen Jahren wurde sie auch Mutter eines Sohnes.

### Werdegang
Um Geld zu verdienen, begann sie in den Saloons ihres Schwiegervaters als Sängerin und Tänzerin zu arbeiten. In jener Zeit baute sie den Shimmy in ihre Choreographien ein und war so maßgeblich daran beteiligt, diesen Tanz in den 1920er Jahren populär zu machen. Michalska, die Erfolg vermutete, verließ daraufhin Mann und Kind und zog nach Chicago (Illinois), wo sie den Agenten Frank Westphal kennenlernte, der sie unter Vertrag nahm und mit nach New York City (New York) nahm. Es ist Westphals Frau, der Sängerin Sophie Tucker zu verdanken, dass aus Marianna Michalska Gilda Gray wurde. 
Von Juli bis Oktober 1919 stand Gilda Gray in Jacob J. Shuberts Theaterproduktion The Gaieties of 1919 erstmals am Broadway auf der Theaterbühne. Im selben Jahre folgte auch ihr Debüt als Stummfilmschauspielerin in A Virtuous Vamp von Regisseur David Kirkland. 1922 trat sie in den Ziegfeld Follies von Florenz Ziegfeld Jr. auf und wurde so noch bekannter. Bei all ihren Auftritten stellte sie ihre Kenntnisse des Shimmy eindrucksvoll unter Beweis, sodass der Tanz vor allem in den 1920er Jahren in den USA relativ erfolgreich wurde.
1923 ließ sich Gray von ihrem ersten Ehemann John Gorecki scheiden, um noch im selben Jahr ihren neuen Manager, Gaillard T. „Gil“ Boag, zu heiraten. Mit ihm zog sie nach Hollywood (Kalifornien), um auch hier ihre Karriere voranzutreiben. Sie eröffnete eine Vaudeville-Show, mit der sie bis zu 47.000 US-Dollar pro Woche verdiente. Ihr kommerziell erfolgreichster Film war die Komödie Aloma of the South Seas, die 1926 in drei Monaten 3 Millionen US-Dollar an Einnahmen erzielte. Grays letzter größerer Auftritt folgte 1929, als Hauptdarstellerin des Spielfilms Piccadilly. Ihre zweite Ehe wurde bereits 1927 geschieden.

### Spätes Leben und Tod
Infolge des Schwarzen Donnerstags vom Oktober 1929 verlor sie beinahe ihr ganzes Hab und Gut. Auch erlitt sie 1931 einen leichten Herzanfall, von dem sie sich zeit ihres Lebens kaum erholte. Im Mai 1933 heiratete sie den venezolanischen Diplomaten Hector Briceño de Saa; die Scheidung folgte fünf Jahre später im Jahr 1938. Auch ihr beruflicher Erfolg geriet ins Stocken, da sie in den 1930er Jahren nur zweimal als Schauspielerin Anstellung fand, so zuletzt 1936 in einer Nebenrolle in der Filmkomödie Rose-Marie.
1939 gelang ihr, kurz vor dem Einmarsch von Hitlers Truppen, die Flucht aus Polen. In den Kriegsjahren trieb sie Gelder auf und setzte sich so für die Polnische Exilregierung in London ein. Als Anerkennung wurde sie mit dem Verdienstkreuz der Republik Polen ausgezeichnet.
1946 kam sie erneut in die Schlagzeilen, als sie die Produzenten des Films Gilda verklagte, mit der Behauptung, das Filmdrama würde auf ihrem Leben basieren. Zwar hatte der Film, in dem Rita Hayworth die Hauptrolle spielte, letztendlich nichts mit Grays Lebensgeschichte zu tun; dennoch einigte man sich außergerichtlich auf eine Abfindung, mit der Gray eine Farm in Colorado erwarb. Diese konnte sie jedoch kaum finanziell erhalten, sodass sie um 1953 erneut mittellos war.
Die letzten sechs Jahre ihres Lebens verbrachte sie als Untermieterin in der Wohnung von Antonio Raio, einem Angestellten der Firma Warner Bros. Hier erlitt sie im Dezember 1959, im Alter von 58 Jahren, einen tödlichen Herzinfarkt.
Ihr wurde ein Stern auf dem Hollywood Walk of Fame gewidmet.

## Filmografie
- 1919: A Virtuous Vamp
- 1920: A Social Sleuth (Kurzfilm)
- 1921: The Girl with the Jazz Heart
- 1923: Lawful Larceny
- 1926: Aloma, die Blume der Südsee (Aloma of the South Seas)
- 1927: Cabaret
- 1927: Die Teufelstänzerin (The Devil Dancer)
- 1929: Piccadilly – Nachtwelt (Piccadilly)
- 1931: He Was Her Man (Kurzfilm)
- 1936: Rose-Marie (Rose-Marie)